# Chevrolet Superior
Chevrolet Superior Series F був випущений у 1923 році, виготовлявся Chevrolet протягом чотирьох років з різними серіями на рік. Модель 1923 року була відома як серія B, модель 1924 року була серією F, для 1925 року вона була відома як серія K, а 1926 Superior була відома як серія V. У 1927 році її замінила серія AA Capitol. Це був перший Chevrolet, який не мав більшої супутньої моделі, і був єдиним автомобілем, проданим Chevrolet у кількох конфігураціях кузова, які постачалися Fisher Body. Щороку нові механічні зміни, оновлення зовнішнього вигляду або додаткові функції, які стали стандартними в наступні роки, стали очікуваними для всіх продуктів GM, включаючи Chevrolet. Стилі кузова були розділені на відкриті та закриті, що означало, що закриті включали висувне скло у дверях і скло, що оточувало пасажирів на задніх сидіннях. Стандартні елементи включали інструменти, домкрат для зняття шин, спідометр, зовнішні дверні ручки, що замикаються, амперметр, манометр тиску масла, світло приладової панелі, ручку заслінки, електричний звуковий сигнал, замок від крадіжки запалювання та двокомпонентне вертикальне вентиляційне лобове скло, яке пропускало свіже повітря зайти в салон. Колеса були 30" і стандартно поставлялися зі спицями з деревини гікорі або додатковими пресованими сталевими дисками. У 1925 році опціонально пропонувалися бампери разом із зовнішніми бічними дзеркалами, обігрівачем для пасажирського відділення та годинником.